# Hanna Maria Cerańska-Goszczyńska
Hanna Maria Cerańska-Goszczyńska (ur. 24 lutego 1930 w Warszawie, zm. 18 sierpnia 2016 w Warszawie) – polski doktor nauk medycznych, pediatra, adiunkt i p.o. Kierownika Zakładu Zdrowia Rodziny Instytutu Matki i Dziecka, założycielka i honorowa prezes Polskiego Stowarzyszenia Nauczycieli Naturalnego Planowania Rodziny, autorka i współautorka ponad stu prac naukowych, działaczka Fundacji Dom Ulgi w Cierpieniu im. Ojca Pio.

## Życiorys
Ukończyła szkołę średnią w Gdańsku. W 1948 r. rozpoczęła studia w Gdańskiej Akademii Medycznej. W 1951 przeniosła się na czwarty rok medycyny do Akademii Medycznej w Warszawie na Wydział Pediatryczny. Należała do studenckiego koła naukowego w Klinice Chorób Zakaźnych Wieku Dziecięcego. 8 stycznia 1954 r. uzyskała dyplom lekarza i specjalizację I stopnia z pediatrii.
Od lutego 1954 r. do kwietnia 1964 r. pracowała w Miejskim Szpitalu Zakaźnym nr 3 w Warszawie jako asystent, a następnie jako starszy asystent. W maju 1956 r. uzyskała specjalizację I stopnia z chorób zakaźnych, w kwietniu 1962 r. specjalizację II stopnia z pediatrii. Pracowała dodatkowo jako lekarz żłobkowy, przedszkolny i rejonowy. Od kwietnia 1964 r. do maja 1967 r. pracowała na stanowisku starszego inspektora w Ministerstwie Sprawiedliwości, zajmując się problematyką żłobków i przedszkoli więziennych.
W maju 1967 r. rozpoczęła pracę w Wojewódzkiej Przychodni Medycyny Szkolnej w Warszawie, początkowo jako kierownik Poradni Fizjologii i Zaburzeń Rozwoju, następnie kierownik Działu Konsultacji, a od 1969 r. jako dyrektor Przychodni. Od kwietnia 1968 r. pracowała dodatkowo w Zakładzie Medycyny Szkolnej Instytutu Matki i Dziecka.
W 1974 r. korzystała z 3-miesięcznego stypendium fińskiego, zapoznając się z organizacją i metodyką pracy szkolnej oraz akademickiej służby zdrowia w Finlandii. W listopadzie 1974 r. zdała egzamin specjalizacyjny II stopnia z medycyny szkolnej z wynikiem bardzo dobrym. W tym samym roku zrezygnowała z pracy w Wojewódzkiej Przychodni Medycyny Szkolnej przechodząc na pełny etat w Zakładzie Medycyny Szkolnej Instytutu Matki i Dziecka, gdzie pracowała na stanowisku pediatry. W marcu 1976 r. odbyła szkolenie w Instytucie Higieny Dzieci i Młodzieży w Moskwie oraz w Instytucie Ochrony Zdrowia Dzieci i Młodzieży w Charkowie.
W styczniu 1988 przeszła do pracy w Zakładzie Zdrowia Rodziny, gdzie pracowała na stanowisku starszego specjalisty. Zajmowała się zagadnieniami planowania rodziny, naturalnej regulacji poczęć, poradnictwem rodzinnym i dydaktyką. Zainicjowała pionierską w tamtym czasie edukację środowiska medycznego w dziedzinie naturalnego rozpoznawania płodności.
Prowadziła wykłady dla wyższego i średniego personelu medycznego w Centrum Medycznym Kształcenia Podyplomowego, w Centrum Metodycznym Doskonalenia Nauczycieli Średniego Szkolnictwa Medycznego oraz pracowników paramedycznych w Studium Społeczno-Pedagogicznym Towarzystwa Przyjaciół Dzieci.
W 1989 r. uczestniczyła w kursie Centre International de l’ Enfance poświęconym problematyce zdrowia matki i dziecka. Po jego ukończeniu opublikowała pracę na temat promocji planowania rodziny poprzez szkolenie personelu podstawowej opieki zdrowotnej, za którą otrzymała dyplom paryskiego Uniwersytetu Rene Descartes, UER Necker – Enfants – Malades i Centre International de l’ Enfance.
W 1989 roku wraz z dr Aliną Lichtarowicz oraz Marią Kinle i wieloma innymi przyjaciółmi założyła Polskie Stowarzyszenie Nauczycieli Naturalnego Planowania Rodziny – organizację niedochodową, pozarządową, która zajmuje się nauczaniem w Polsce rozpoznawania płodności metodą objawowo-termiczną tzw. podwójnego sprawdzenia. Jako wieloletni prezes PSNNPR rozwijała misję Stowarzyszenia tj. promocję, edukację i publikacje na temat wartości płodności jako elementu zdrowia każdego człowieka, troski o zdrowie prokreacyjne i rozwój rodziny z podkreśleniem nienaruszalności prawa do życia każdego człowieka od poczęcia do naturalnej śmierci. Była jedną z liderek ruchów pro-life w Polsce.
Wielokrotnie powierzano funkcję prezesa Polskiego Stowarzyszenia Nauczycieli NPRPo przejściu na emeryturę została prezesem honorowym. Jeżdżąc po całej Polsce zakładała kolejne oddziały stowarzyszenia, tworząc polską sieć profesjonalnych placówek specjalizujących się w nauczaniu naturalnych metod rozpoznawania płodności.
Po powstaniu Human Life International – Europa aktywnie włączyła się w prowadzenie wspólnych szkoleń dla lekarzy i liderów pro-life z krajów Europy Środkowej i Wschodniej, przyczyniając się do powstania pierwszych tego typu Stowarzyszeń na Białorusi, Ukrainie, Łotwie, Litwie i w innych krajach byłego ZSRR. Wyszkoliła kilkaset osób z innych krajów i kilkanaście tysięcy Polaków.

## Życie prywatne
Dwukrotnie zamężna, bezdzietna. W młodości uprawiała turystykę rowerową na poziomie europejskim. Jej ulubione motto to „Bóg przebacza zawsze, człowiek – często, a natura nigdy” oraz myśl papieża Franciszka: „Tak żyj, aby zostawić po sobie ślad”. Miała psa, gordon setera „Fugę”. Miłośniczka brydża i krzyżówek.

## Nagrody i wyróżnienia
W listopadzie 1976 r. otrzymała nagrodę w Konkursie im. Wandy i Marcina Kacprzaków za pracę pt. Wybitne aspekty otyłości u dzieci regionu warszawskiego, napisaną wspólnie z dr Haliną Wojdon-Machałą.
Dożywotnio prezes honorowy PSNNPR.

## Publikacje
- 2009: Rozpoznawania płodności, wydanie III rozszerzone, praca zbiorowa, red. M. Troszyński, Wydawnictwo Bonami
- 2004: Płodność i planowanie rodziny, red, Zbigniew Szymański, Szczecin, Wydawnictwo Pomorskiej Akademii Medycznej
- 1997: Karmienie piersią, powrót płodności, depresje, smutki po porodowe, MAKmed
- 1987: Vademecum turysty kolarza PTTK, Wydawnictwo Kraj

## Ordery, odznaczenia i odznaki
- 1966: Srebrna Odznaka PTTK
- 1967: Odznaka 1000-lecia Państwa Polskiego
- 1969: Złota Odznaka PTTK
- 1975: Odznaka Przyjaciel Dziecka
- 1976: Medal im. dr. Henryka Jordana
- 1977: Odznaka Zasłużonego Działacza TPD
- 1979: Medal Komisji Edukacji Narodowej
- 2009: Złota odznaka Polskiego Stowarzyszenia Nauczycieli Naturalnego Planowania Rodziny